# Campeonato Paulista Série A2 1986
In 1986 werd het 40ste editie van het Campeonato Paulista Série A2 gespeeld voor voetbalclubs uit de Braziliaanse staat São Paulo. In deze tijd heette de competitie Segunda Divisão. De competitie werd georganiseerd door de FPF en werd gespeeld van 5 april 1986 tot 14 februari 1987. Bandeirante werd kampioen. 

## Eerste fase

### Groene groep
| Plaats | Clu                      | Wed. | W  | G | V  | Saldo | Ptn. |
| ------ | ------------------------ | ---- | -- | - | -- | ----- | ---- |
| 1.     | Ferroviário              | 26   | 18 | 3 | 5  | 45:15 | 39   |
| 2.     | São Bernardo             | 26   | 17 | 5 | 4  | 31:9  | 39   |
| 3.     | Nacional                 | 26   | 11 | 9 | 6  | 25:16 | 31   |
| 4.     | Grêmio Mauaense          | 26   | 11 | 8 | 7  | 27:17 | 30   |
| 5.     | Bragantino               | 26   | 10 | 9 | 7  | 26:17 | 29   |
| 6.     | São José                 | 26   | 10 | 9 | 7  | 21:18 | 29   |
| 7.     | Portuguesa Santista      | 26   | 9  | 7 | 10 | 27:25 | 25   |
| 8.     | Taubaté                  | 26   | 9  | 7 | 10 | 26:24 | 25   |
| 9.     | Cruzeiro                 | 26   | 9  | 6 | 11 | 18:24 | 24   |
| 10.    | União                    | 26   | 8  | 6 | 12 | 21:32 | 22   |
| 11.    | Aparecida                | 26   | 6  | 7 | 13 | 15:29 | 19   |
| 12.    | Saltense                 | 26   | 5  | 8 | 13 | 18:35 | 18   |
| 13.    | Saad                     | 26   | 8  | 3 | 15 | 14:33 | 19   |
| 14.    | Esportiva Guarantinguetá | 26   | 5  | 5 | 16 | 15:35 | 15   |

|  | Geplaatst voor tweede fase |

### Witte groep
| Plaats | Clu                | Wed. | W  | G  | V  | Saldo | Ptn. |
| ------ | ------------------ | ---- | -- | -- | -- | ----- | ---- |
| 1.     | União São João     | 26   | 13 | 12 | 1  | 27:7  | 38   |
| 2.     | Rio Branco         | 26   | 12 | 10 | 4  | 40:23 | 34   |
| 3.     | Palmeiras          | 26   | 12 | 10 | 4  | 30:19 | 34   |
| 4.     | Capivariano        | 26   | 11 | 9  | 6  | 28:16 | 31   |
| 5.     | Lemense            | 26   | 11 | 8  | 7  | 22:22 | 30   |
| 6.     | Radium             | 26   | 10 | 10 | 6  | 39:25 | 30   |
| 7.     | União Barbarense   | 26   | 8  | 14 | 4  | 19:15 | 30   |
| 8.     | Primavera          | 26   | 9  | 11 | 6  | 16:15 | 29   |
| 9.     | Independente       | 26   | 8  | 8  | 10 | 31:33 | 24   |
| 10.    | DERAC              | 25   | 8  | 8  | 9  | 22:25 | 24   |
| 11.    | Guaçuano           | 26   | 6  | 7  | 13 | 25:35 | 19   |
| 12.    | Velo Clube         | 26   | 4  | 11 | 11 | 22:30 | 19   |
| 13.    | Ginásio Pinhalense | 26   | 2  | 8  | 16 | 12:34 | 12   |
| 14.    | Rio Claro          | 25   | 0  | 8  | 17 | 8:44  | 8    |

|  | Geplaatst voor tweede fase |

### Zwarte groep
| Plaats | Clu             | Wed. | W  | G  | V  | Saldo | Ptn. |
| ------ | --------------- | ---- | -- | -- | -- | ----- | ---- |
| 1.     | Marília         | 26   | 15 | 6  | 5  | 37:15 | 36   |
| 2.     | Bandeirante     | 26   | 12 | 10 | 4  | 29:18 | 34   |
| 3.     | Votuporanguense | 26   | 10 | 10 | 6  | 23:16 | 30   |
| 4.     | Jalesense       | 26   | 8  | 13 | 5  | 20:16 | 29   |
| 5.     | Araçatuba       | 26   | 10 | 8  | 8  | 17:14 | 28   |
| 6.     | Santa Fé        | 26   | 8  | 12 | 6  | 30:27 | 28   |
| 7.     | Tanabi          | 26   | 8  | 12 | 6  | 17:16 | 28   |
| 8.     | Corinthians     | 26   | 7  | 14 | 5  | 30:21 | 28   |
| 9.     | Candidomotense  | 26   | 8  | 8  | 10 | 19:25 | 24   |
| 10.    | VOCEM           | 26   | 7  | 10 | 9  | 25:30 | 24   |
| 11.    | Penapolense     | 26   | 6  | 9  | 11 | 9:21  | 21   |
| 12.    | Garça           | 26   | 5  | 11 | 10 | 14:20 | 21   |
| 13.    | Fernandópolis   | 26   | 5  | 8  | 13 | 24:32 | 18   |
| 14.    | Linense         | 26   | 4  | 8  | 14 | 16:39 | 16   |

|  | Geplaatst voor tweede fase |

### Gele groep
| Plaats | Clu                | Wed. | W  | G  | V  | Saldo | Ptn. |
| ------ | ------------------ | ---- | -- | -- | -- | ----- | ---- |
| 1.     | Sertãozinho        | 24   | 11 | 9  | 4  | 25:18 | 31   |
| 2.     | Francana           | 24   | 11 | 7  | 6  | 24:15 | 29   |
| 3.     | Lençoense          | 24   | 13 | 2  | 9  | 25:24 | 28   |
| 4.     | Noroeste           | 24   | 11 | 6  | 7  | 33:16 | 28   |
| 5.     | Barretos           | 24   | 10 | 7  | 7  | 26:24 | 27   |
| 6.     | Taquaritinga       | 24   | 9  | 8  | 7  | 21:19 | 26   |
| 7.     | Batatais           | 24   | 8  | 8  | 8  | 20:21 | 24   |
| 8.     | Catanduvense       | 24   | 7  | 10 | 7  | 18:19 | 24   |
| 9.     | Mirassol           | 24   | 6  | 9  | 9  | 17:22 | 21   |
| 10.    | Rio Preto          | 24   | 7  | 6  | 11 | 20:23 | 20   |
| 11.    | Orlândia           | 24   | 6  | 8  | 10 | 22:28 | 20   |
| 12.    | Inter de Bebedouro | 24   | 5  | 9  | 10 | 22:30 | 19   |
| 13.    | Sãocarlense        | 24   | 3  | 9  | 12 | 15:29 | 15   |

|  | Geplaatst voor tweede fase |

## Tweede fase

### Groene groep

#### Subgroep 1
| Plaats | Clu          | Wed. | W | G | V | Saldo | Ptn. |
| ------ | ------------ | ---- | - | - | - | ----- | ---- |
| 1.     | São Bernardo | 6    | 3 | 2 | 1 | 4:1   | 8    |
| 2.     | Nacional     | 6    | 2 | 3 | 1 | 2:1   | 7    |
| 3.     | Ferroviário  | 6    | 2 | 1 | 3 | 2:4   | 5    |
| 4.     | Taubaté      | 6    | 1 | 2 | 3 | 1:3   | 4    |

|  | Geplaatst voor derde fase |

#### Subgroep 2
| Plaats | Clu                 | Wed. | W | G | V | Saldo | Ptn. |
| ------ | ------------------- | ---- | - | - | - | ----- | ---- |
| 1.     | Bragantino          | 6    | 3 | 3 | 0 | 6:2   | 9    |
| 2.     | Portuguesa Santista | 6    | 2 | 2 | 2 | 4:5   | 6    |
| 3.     | São José            | 6    | 1 | 3 | 2 | 3:4   | 5    |
| 4.     | Grêmio Mauaense     | 6    | 0 | 4 | 2 | 0:2   | 4    |

|  | Geplaatst voor derde fase |

### Witte groep

#### Subgroep 3
| Plaats | Clu            | Wed. | W | G | V | Saldo | Ptn. |
| ------ | -------------- | ---- | - | - | - | ----- | ---- |
| 1.     | União São João | 6    | 3 | 3 | 0 | 4:0   | 9    |
| 2.     | Palmeiras      | 6    | 2 | 4 | 0 | 3:1   | 8    |
| 3.     | Rio Branco     | 6    | 1 | 3 | 2 | 2:4   | 5    |
| 4.     | Primavera      | 6    | 0 | 2 | 4 | 0:4   | 2    |

|  | Geplaatst voor derde fase |

#### Subgroep 4
| Plaats | Clu              | Wed. | W | G | V | Saldo | Ptn. |
| ------ | ---------------- | ---- | - | - | - | ----- | ---- |
| 1.     | União Barbarense | 6    | 3 | 3 | 0 | 8:2   | 9    |
| 2.     | Capivariano      | 6    | 1 | 4 | 1 | 5:6   | 6    |
| 3.     | Lemense          | 6    | 1 | 4 | 1 | 5:6   | 6    |
| 4.     | Radium           | 6    | 1 | 1 | 4 | 4:8   | 3    |

|  | Geplaatst voor derde fase |

### Zwarte groep

#### Subgroep 5
| Plaats | Clu       | Wed. | W | G | V | Saldo | Ptn. |
| ------ | --------- | ---- | - | - | - | ----- | ---- |
| 1.     | Tanabi    | 6    | 4 | 2 | 0 | 9:3   | 10   |
| 2.     | Marília   | 6    | 3 | 2 | 1 | 11:4  | 8    |
| 3.     | Araçatuba | 6    | 1 | 2 | 3 | 8:9   | 4    |
| 4.     | Santa Fé  | 6    | 0 | 2 | 4 | 4:16  | 2    |

|  | Geplaatst voor derde fase |

#### Subgroep 6
| Plaats | Clu             | Wed. | W | G | V | Saldo | Ptn. |
| ------ | --------------- | ---- | - | - | - | ----- | ---- |
| 1.     | Bandeirante     | 6    | 3 | 2 | 1 | 8:3   | 8    |
| 2.     | Corinthians     | 6    | 4 | 0 | 2 | 11:6  | 8    |
| 3.     | Votuporanguense | 6    | 1 | 3 | 2 | 4:6   | 5    |
| 4.     | Jalesense       | 6    | 1 | 1 | 4 | 4:12  | 3    |

|  | Geplaatst voor derde fase |

### Gele groep

#### Subgroep 7
| Plaats | Clu          | Wed. | W | G | V | Saldo | Ptn. |
| ------ | ------------ | ---- | - | - | - | ----- | ---- |
| 1.     | Noroeste     | 6    | 4 | 2 | 0 | 7:1   | 10   |
| 2.     | Catanduvense | 6    | 2 | 2 | 2 | 4:6   | 6    |
| 3.     | Francana     | 6    | 2 | 1 | 3 | 4:5   | 5    |
| 4.     | Lençoense    | 6    | 0 | 3 | 3 | 0:3   | 3    |

|  | Geplaatst voor derde fase |

#### Subgroep 8
| Plaats | Clu          | Wed. | W | G | V | Saldo | Ptn. |
| ------ | ------------ | ---- | - | - | - | ----- | ---- |
| 1.     | Sertãozinho  | 6    | 3 | 3 | 0 | 7:1   | 9    |
| 2.     | Taquaritinga | 6    | 2 | 2 | 2 | 6:4   | 6    |
| 3.     | Barretos     | 6    | 2 | 2 | 2 | 5:7   | 6    |
| 4.     | Batatais     | 6    | 0 | 3 | 3 | 2:8   | 3    |

|  | Geplaatst voor derde fase |

## Derde fase
| Team #1          | Tot.  | Team #2        | 1ste wed | 2de wed | 3de wed |
| ---------------- | ----- | -------------- | -------- | ------- | ------- |
| Bragantino       | 1 - 2 | São Bernardo   | 1 - 0    | 0 - 2   | 0 - 2   |
| União Barbarense | 4 - 3 | União São João | 2 - 1    | 1 - 2   | 1 - 0   |
| Tanabi           | 1 - 3 | Bandeirante    | 1 - 1    | 0 - 2   |         |
| Noroeste         | 2 - 0 | Sertãozinho    | 1 - 0    | 1 - 0   |         |

## Vierde fase
| Plaats | Clu              | Wed. | W | G | V | Saldo | Ptn. |
| ------ | ---------------- | ---- | - | - | - | ----- | ---- |
| 1.     | Bandeirante      | 6    | 4 | 1 | 1 | 11:5  | 9    |
| 2.     | Noroeste         | 6    | 4 | 1 | 1 | 11:6  | 9    |
| 3.     | São Bernardo     | 6    | 2 | 0 | 4 | 7:12  | 4    |
| 4.     | União Barbarense | 6    | 0 | 2 | 4 | 2:8   | 2    |

|  | Kampioen, promotie |
|  | Promotie           |

## Kampioen
| Campeonato Paulista de 1986 - Segunda Divisão |
| São Paulo                                     |
| --------------------------------------------- |
| BANDEIRANTE Kampioen (1° titel)               |